# Сурхачи
Сурхачи (кайт. Цӏурхачи, дарг. ЦӀурхачи) — село в Кайтагском районе Дагестана, в 16 км к северо-западу от села Маджалис.

## Население
| 1895 | 1926 | 1939 | 1970 | 1989 | 2002 | 2010 |
| ---- | ---- | ---- | ---- | ---- | ---- | ---- |
| 405  | ↘312 | ↗327 | ↗384 | ↘164 | ↗334 | ↗455 |
| 2021 |      |      |      |      |      |      |
| ↘451 |      |      |      |      |      |      |

## Образование
- Сурхачинская основная школа[10].

## Археология
В Сурхачи был найден склеп V—VIII веков с монетой времен Хосрова II Парвиза (590—628).

## История
Село было частью вольного общества Муйра.